# Chiococca petensis
Chiococca petensis là một loài thực vật có hoa trong họ Thiến thảo. Loài này được Lundell mô tả khoa học đầu tiên năm 1972.